# Церква Народження Пресвятої Діви Марії (Гораєць)

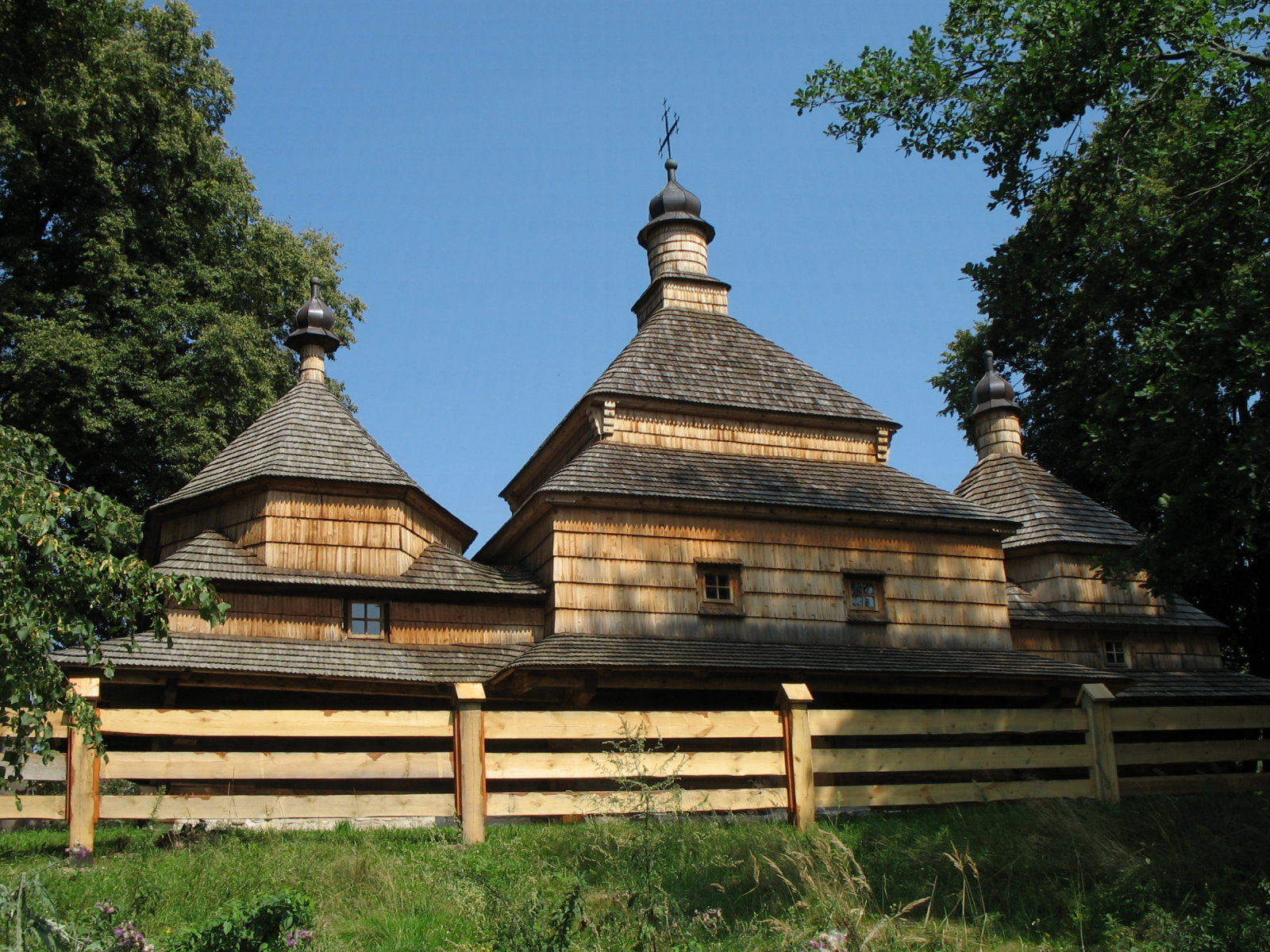
Каплиця Народження Пресвятої Діви Марії РКЦ (давня церква Різдва Пресвятої Богородиці УГКЦ

Церква Різдва Пресвятої Богородиці у Горайці відноситься до найдавніших церков на теренах сучасної Польщі. Окрім неї у давньому українському етнографічному регіоні збереглось ще 3 церкви XVI ст. — св. Параскеви у Радружі, Святого Духа у Потеличах, св. Миколая у Волі-Висоцькій.

## Історія

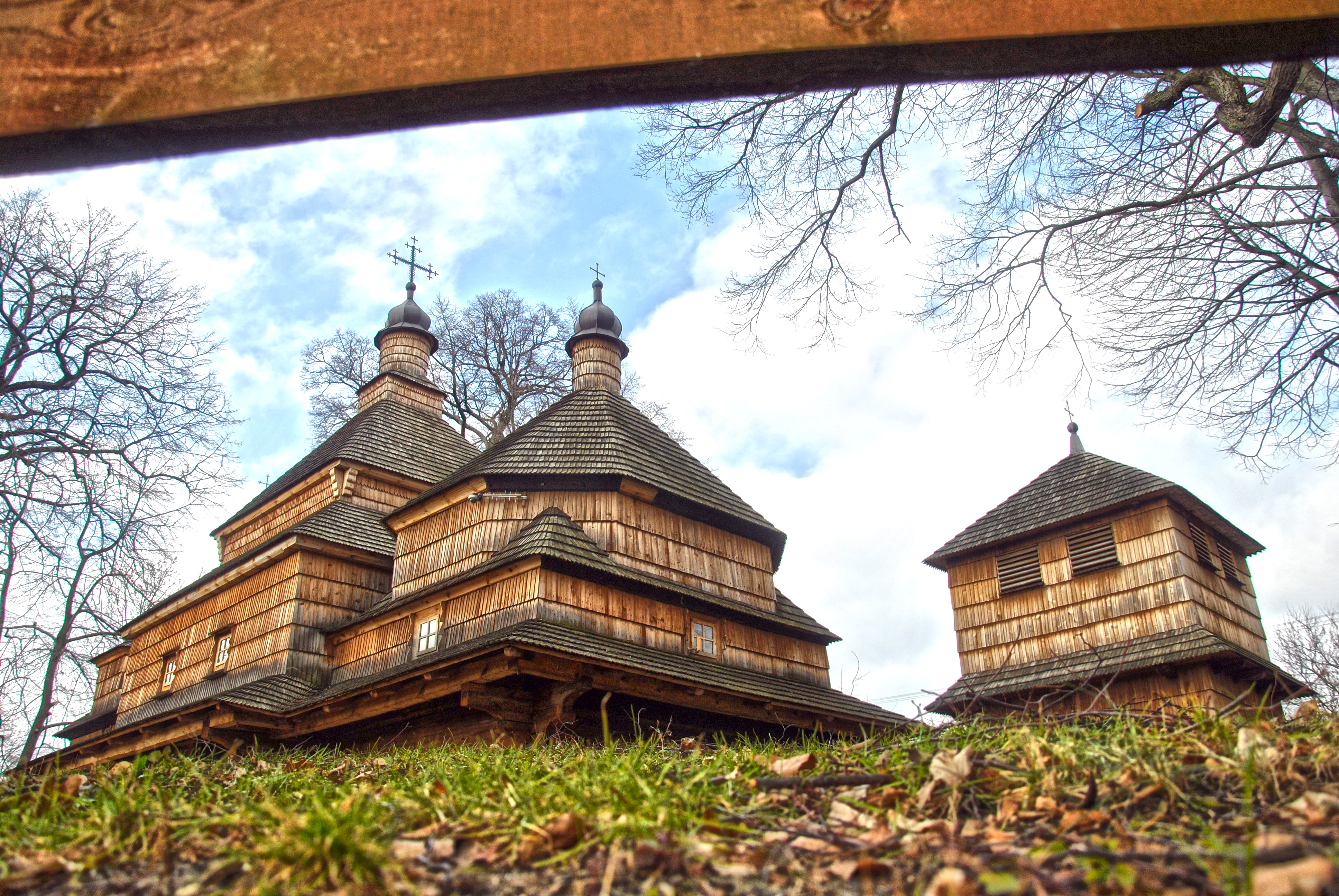
Церква і дзвіниця після реставрації

До ремонту 1995 вважали, що церква походить з середини XVIII ст., але відкрита поліхромія дозволила віднести її збережені частини до XVI ст. Церкву, імовірно, збудували 1586 року як філіальну парафії в Жукові. Церква вперше документально згадана у привілеї Сигізмунда III Ваза від 18 листопада 1618 р. Церква тридільної конструкції мала купол понад навою, понад бабинцем дзвіницю та давню стіну (перегородку) іконостасу, яку до середини XVII ст. покрили поліхромією. Храм належав УГКЦ. Наприкінці XVII ст. встановили іконостас, який закрив старі розписи на перегородці. Церква зазнала значної перебудови 1816, коли новозбудовану вівтарну частину покрили восьмибічним шатровим дахом замість квадратного. 1835 збудували новий бабинець з восьмибічним шатровим дахом замість дзвіниці. Старі розписи покрили новою поліхромією (1867—1868).
У 1900—1911 роках наву розширили, прорізавши з двох сторін проходи до двох бічних нав-прибудов.
28 липня 1943 року у Жукові був вбитий парох Жукова і Горайця о. Мирон Колтунюк.
З 1947 після остаточного виселення українського населення церква стала філіальною каплицею РКЦ парафії з Цішанова і стала відкритою з 1985 р. Під час ремонту 1991—2001 років розібрали бічні прибудови до нави, відновивши стіни нави.
Дзвіницю на церковному дворі з межі XVIII—XIX ст. розібрали в середині 1970-х років при розширенні дороги. Замість неї 1994 перевезли дзвіницю (1863) з Майдану Сєнявського. Було встановлено новий паркан навколо прицерковного цвинтаря. Частина ікон переважно з XVIII ст., літургічного начиння з церкви перебуває у музеї-замку Ланьцута. Іконостас, ікони реставрували у Центрі української культури в Кракові і у травні 2011 встановили у храмі.
Церква внесена до туристичних пам'яток Шляху дерев'яної архітектури Підкарпатського воєводства (маршрут 6).